# Juana Pacheco
Juana Pacheco Miranda, más conocida como Juana Pacheco (Sevilla, 1 de junio de 1602 - Madrid, 14 de agosto de 1660) fue hija del pintor Francisco Pacheco y esposa de Diego Velázquez.

## Biografía
Juana Pacheco fue hija de María del Páramo y del pintor español Francisco Pacheco. Con 15 años, el 23 de abril de 1618, se casó en Sevilla con Diego Velázquez, uno de los alumnos de su padre. Los detalles de la boda quedaron plasmados en un relato poético que escribió Baltasar de Cepeda. La pareja tuvo dos hijas, Ignacia y Francisca. Esta última, la mayor, se casó con Juan Bautista Martínez del Mazo, uno de los alumnos de Velázquez. La hija pequeña debió de morir en Sevilla a tierna edad, ya que no hay registros documentales que la sitúen en Madrid. 
Aunque en alguna página web se dice que Juana Pacheco fue pintora, y se afirma que es muy probable que sus obras -de existir- fueran acreditadas a su padre o esposo,  en realidad ni se conservan obras firmadas con su nombre ni documentación alguna que avale que se dedicara a la pintura,

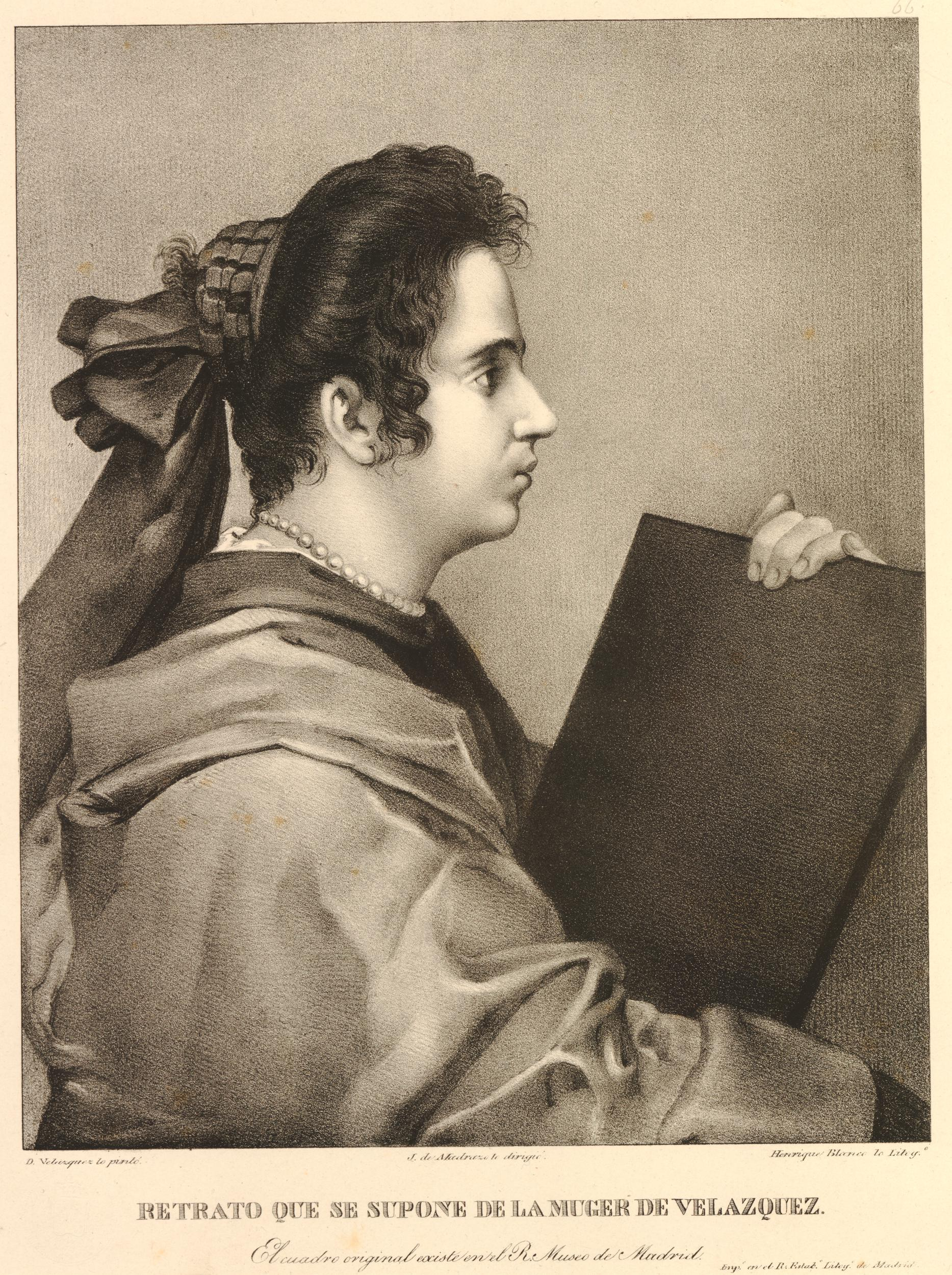
Aguatinta litográfica de Enrique Blanco según Velázquez para la Colección litográfica de cuadros del rey de España dirigida por José de Madrazo. 1832. Inscripción: «Retrato que se supone de la muger de Velázquez. / El cuadro original existe en el R. Museo de Madrid».

Supuestos retratos de Juana Pacheco se han visto en obras de Velázquez como la Sibila, y de forma casi unánime en la Adoración de los Reyes Magos, que forman parte de la colección del Museo del Prado de Madrid, y, por asociación y parecido, también podría haber sido la modelo de su esposo para el dibujo de una Cabeza de niña que se encuentra en la Biblioteca Nacional de España, o para la obra atribuida a Velázquez, Cabeza de muchacha, expuesta en el Museo Lázaro Galdiano de Madrid. Aunque existen dudas acerca de la autoría de este retrato y de la identidad de la protagonista, durante el siglo XX se exhibió como tal retrato de la esposa del pintor. Santa Justa y Santa Rufina, son otros cuadros en los que Juana Pacheco pudo haber servido de modelo a su padre.
Juana Pacheco y Diego Velázquez permanecieron juntos durante 42 años y ambos murieron en 1660, primero Velázquez el 6 de agosto, y una semana después, Juana, el 14 de agosto. Posiblemente fue enterrada junto a su esposo en la Iglesia de San Juan Bautista, desapareciendo ambas tumbas con la demolición de la iglesia en 1811.

## Reconocimientos
En 1852, el escritor y dramaturgo español, Ildefonso Antonio Bermejo, escribió el drama en tres actos para teatro, Una llave y un sombrero, cuyos personajes son Juana Pacheco, Velázquez, Felipe IV y Bartolomé Murillo, que se representó ese mismo año en el Teatro del Príncipe de Madrid.
En 2016 se dedicó una exposición a Francisco Pacheco, en la que se expusieron las obras Santa Justa y Santa Rufina.